# المعهد الوطني لعلم الوراثة

شعار المعهد الوطني لعلم الوراثة.

المعهد الوطني لعلم الوراثة ("المعهد الياباني للعلم الوراثة") هو مؤسسة يابانية تأسست في عام 1949.
وتستضيف بنك اليابان لبيانات الحمض النووي.